# ロード島

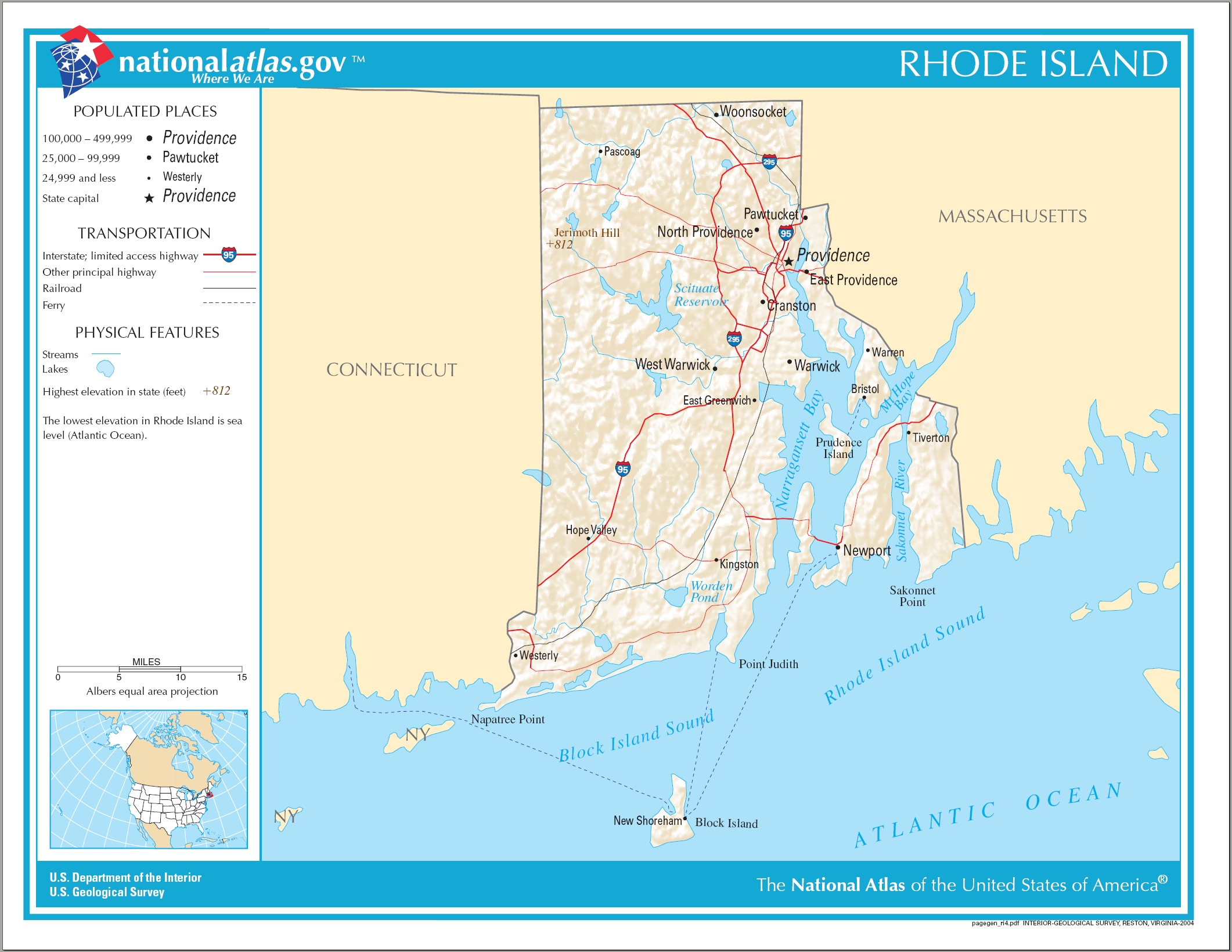
ロードアイランド州全図

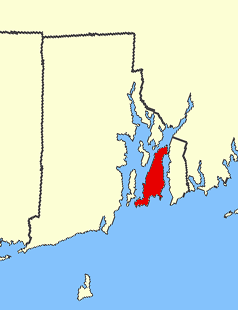
ロード島の位置

ロード島 (ロードとう、Rhode Island) またはアクィドネック島 (アクィドネックとう、Aquidneck Island) は、アメリカ、ロードアイランド州、ニューポート郡の島。ナラガンセット湾に位置する、ロードアイランド州最大の島。面積97.9 km2、人口60,870人（2000年）。
主要都市は、南部のニューポート。ニューポート橋で本土と結ばれる。近くのコナニカット島のジェームズタウンにも接続されている。
島名はオランダ語の「赤い島」からとも、ギリシアのロドス島からとも言われる。1524年、イタリアが発見。アン・ハッチンソン、ウィリアム・コディントンらによりポーツマスに植民地がつくられ、ロードアイランド州植民の拠点となった。